# EGX 30
El EGX 30 es un índice bursátil de la bolsa de El Cairo, compuesto de los 30 principales valores por capitalización bursátil del país.

## Composición
Las empresas siguientes componen el índice a 2025:
| N.º | Empresa                       | Código   | Industria                   | Capitalización (en dólares estadounidenses) |
| --- | ----------------------------- | -------- | --------------------------- | ------------------------------------------- |
| 1   | Commercial International Bank | EGX:COMI | Banca                       | 4 790 000 000                               |
| 2   | TMG Holding                   | EGX:TMGH | Inmobiliaria                | 2 070 000 000                               |
| 3   | Eastern Company               | EGX:EAST | Tabaco                      | 1 920 000 000                               |
| 4   | MIRS Fertilizers              | EGX:MFPC | Fertilizantes               | 1 560 000 000                               |
| 5   | Alexandria Containers         | EGX:ALCN | Contenedores                | 1 310 000 000                               |
| 6   | Telecom Egypt                 | EGX:ETEL | Telecomunicaciones          | 1 240 000 000                               |
| 7   | Abu Qir Fertilizers           | EGX:ABUK | Fertilizantes               | 1 230 000 000                               |
| 8   | Egypt Aluminium               | EGX:EGAL | Aluminio                    | 1 200 000 000                               |
| 9   | OCI NV                        | EGX:ORAS | Inmobiliaria                | 1 180 000 000                               |
| 10  | Emaar MIRS                    | EGX:EMFD | Inmobiliaria                | 1 010 000 000                               |
| 11  | EFG Holding                   | EGX:HRHO | Sector financiero           | 882 770 000                                 |
| 12  | E-Finanaces                   | EGX:EFIH | Sector financiero           | 861 980 000                                 |
| 13  | Fawry Technology              | EGX:FWRY | Tecnología                  | 727 130 000                                 |
| 14  | Beltone                       | EGX:BTFH | Sector financiero           | 559 650 000                                 |
| 15  | Egytian Kuwaiti Holding       | EGX:EKHO | Sector financiero           | 547 670 000                                 |
| 16  | Orascom                       | EGX:ORHD | Inmobiliaria                | 505 960 000                                 |
| 17  | Juhayna Food Industries       | EGX:JUFO | Transformación de alimentos | 500 990 000                                 |
| 18  | Abu Dhabi Islamic Bank        | EGX:ADIB | Banca                       | 485 840 000                                 |
| 19  | GB Corp                       | EGX:GBCO | Automóvil                   | 465 590 000                                 |
| 20  | Crédit Agricole               | EGX:CIEB | Banca                       | 435 540 000                                 |
| 21  | Palm Hills Developments       | EGX:PHDC | Inmobiliaria                | 393 810 000                                 |
| 22  | Sidi Kerir                    | EGX:SKPC | Petroquímica                | 370 590 000                                 |
| 23  | Edita Food                    | EGX:EFID | Transformación de alimentos | 366 200 000                                 |
| 24  | Oriental Weavers              | EGX:ORWE | Mobiliario                  | 278 750 000                                 |
| 25  | Ibnsina Pharma                | EGX:ISPH | Farmacéutica                | 217 660 000                                 |
| 26  | Madinet MASR                  | EGX:MASR | Inmobiliaria                | 189 010 000                                 |
| 27  | Alexandria minerals & oil     | EGX:AMOC | Refinería de petróleo       | 188 110 000                                 |
| 28  | Egyptian Pharma               | EGX:PHAR | Farmacéutica                | 142 650 000                                 |
| 29  | Tenth of Ramadam              | EGX:RDMA | Farmacéutica                | 133 940 000                                 |
| 30  | Qala                          | EGX:CCAP | Sector financiero           | 78 790 000                                  |